# Sao chổi bị thất lạc

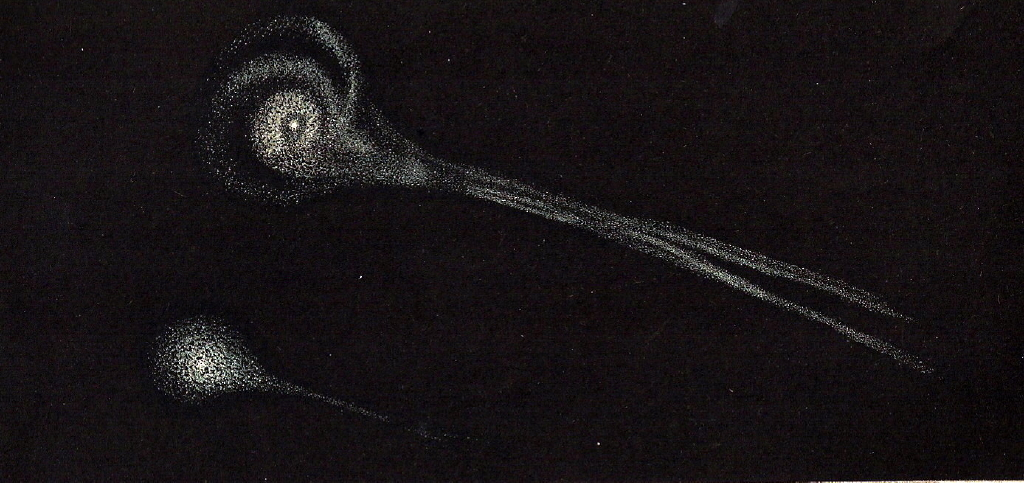
Sao chổi Biela được tìm thấy vào năm 1846 và biến mất từ năm 1852.

Một sao chổi đã bị thất lạc là một sao chổi được phát hiện trước đó đã bị bỏ qua ở đoạn điểm cận nhật gần đây nhất của nó, nói chung vì không có đủ dữ liệu để tính toán đáng tin cậy quỹ đạo của sao chổi và dự đoán vị trí của nó. "D /" chỉ định là một sao chổi không còn tồn tại hoặc được coi là đã biến mất.
Sao chổi bị thất lạc có thể được so sánh với các tiểu hành tinh bị mất, mặc dù tính toán quỹ đạo của sao chổi khác vì lực lượng không hấp dẫn mà có thể ảnh hưởng đến các sao chổi, chẳng hạn như khí thải của máy bay phản lực, khí từ hạt nhân. 
Một số nhà thiên văn học có chuyên môn trong lĩnh vực này, như Brian G. Marsden, người dự đoán thành công sự trở lại năm 1992 của sao chổi đã một lần biến mất, Swift-Tuttle. 

## Lý do biến mất

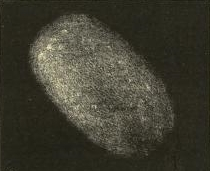
5D/Brorsen đã biến mất sau năm 1879

Chất sắp tắt hợp phần B của 73P / Schwassmann-Wachmann (năm 1995, quan sát bởi kính viễn vọng không gian Hubble)

Có một số lý do tại sao một sao chổi có thể bị bỏ qua bởi các nhà thiên văn học trong lần xuất hiện tiếp theo. Thứ nhất, quỹ đạo của sao chổi có thể được bị nhiễu loạn bởi sự tương tác với các hành tinh khổng lồ như sao Mộc. Điều này, cùng với các lực lượng không hấp dẫn, có thể dẫn đến thay đổi ngày điểm cận nhật. Ngoài ra, nó có thể là sự tương tác của các hành tinh với một sao chổi có thể di chuyển trên quỹ đạo của nó quá xa Trái Đất để được nhìn thấy hoặc thậm chí đẩy nó ra khỏi hệ thống năng lượng mặt trời, như được cho là đã xảy ra trong trường hợp của Comet Lexell. Như một số sao chổi định kỳ trải qua "bùng phát" hoặc pháo sáng trong sáng, nó có thể được có thể cho một sao chổi bản chất mờ nhạt để được phát hiện trong một vụ nổ và sau đó bị mất. Sao chổi cũng có thể chạy ra khỏi các chất bay hơi. Cuối cùng hầu hết các vật liệu dễ bay hơi chứa trong một hạt nhân sao chổi bay hơi, và các sao chổi trở thành một, tối, một lần trơ nhỏ của đá hay gạch vụn, một sao chổi đã tuyệt chủng có thể trông giống như một tiểu hành tinh (xem Sao chổi § Số phận của những sao chổi). Điều này có thể xảy ra trong trường hợp của 5D / Brorsen, được coi là của Marsden có nghĩa là "mờ nhạt của sự tồn tại" trong những năm cuối thế kỷ 19.
Sao chổi có trong một số trường hợp được biết đến đã tan rã trong thời gian qua thời điểm xuất hiện của nó, hoặc tại các điểm khác trong quỹ đạo.  Ví dụ nổi tiếng nhất là Sao chổi Biela được quan sát để phân chia thành hai thành phần trước khi biến mất sau 1852 xuất hiện của nó. Trong thời hiện đại 73P / Schwassmann-Wachmann đã được quan sát trong quá trình tan vỡ.
Thỉnh thoảng, những phát hiện của một đối tượng hóa ra là một tái phát hiện một đối tượng bị mất trước đó, có thể được xác định bằng cách tính toán quỹ đạo của nó và phù hợp với vị trí tính toán với các vị trí trước đây ghi lại. Trong trường hợp của các sao chổi bị mất này là đặc biệt phức tạp. Ví dụ, các sao chổi 177P / Barnard (còn được gọi P / 2006 M3), được phát hiện bởi Edward Emerson Barnard vào ngày 24 tháng 6 năm 1889, đã được tái phát hiện sau 116 năm vào năm 2006. Vào ngày 19 tháng 7 năm 2006, 177P đến trong vòng 0,36 AU của Trái Đất.
Sao chổi có thể mất đi nhưng không được coi là bị mất, mặc dù chúng có thể không được dự kiến sẽ trở lại cho hàng trăm hoặc thậm chí hàng ngàn năm. Với kính viễn vọng mạnh mẽ hơn nó đã trở thành có thể quan sát sao chổi trong thời gian dài hơn thời gian sau khi điểm cận nhật. Ví dụ, sao chổi Hale-Bopp đã quan sát được bằng mắt thường khoảng 18 tháng sau khi tiếp cận của mình vào năm 1997.Nó được dự kiến sẽ vẫn có thể quan sát bằng kính thiên văn lớn cho đến khi có lẽ năm 2020, do đó thời gian nó sẽ được sắp độ lớn 30.
Sao chổi đã bị mất hoặc đã biến mất có tên bắt đầu bằng một chữ "D" theo quy ước của IAU.

## Địa chất
Sao chổi thường được quan sát thấy vào một lần trở lại định kỳ. Đôi khi chúng được tìm thấy, trong những lần khác chúng có thể vỡ ra từng mảnh. Các mảnh vỡ này đôi khi có thể được quan sát hơn nữa, nhưng sao chổi không còn được dự kiến sẽ trở lại. Những lần khác, một sao chổi sẽ không được coi là bị mất cho đến khi nó không xuất hiện tại một thời điểm dự đoán. Sao chổi cũng có thể va chạm với một vật thể khác, chẳng hạn như sao chổi Shoemaker-Levy 9, có va chạm với sao Mộc vào năm 1994.